# Parque Nacional do Nordeste da Gronelândia

Localização do Parque Nacional do Nordeste da Gronelândia.

O Parque Nacional do Nordeste da Gronelândia  é o maior parque nacional do mundo. Tem uma área de 972 000 km², aproximadamente a área do Egito, sendo maior do que 163 países. Inclui toda a Terra de Peary.
Criado em 22 de maio de 1974 no território do antigo município de Ittoqqortoormiit, chegou à área actual em 1988, depois de ter absorvido parte do nordeste do antigo município de Avannaa.